# Saint-Palais-de-Phiolin
Saint-Palais-de-Phiolin é uma comuna francesa na região administrativa da Nova Aquitânia, no departamento de Charente-Maritime. Estende-se por uma área de 11,01 km². Em 2010 a comuna tinha 211 habitantes (densidade: 19,2 hab./km²).